# Foxcatcher - Una storia americana
Foxcatcher - Una storia americana (Foxcatcher) è un film del 2014 diretto da Bennett Miller.
La pellicola, con protagonisti Steve Carell, Channing Tatum e Mark Ruffalo, tratta la storia vera dell'assassinio del lottatore campione olimpico Dave Schultz alle Olimpiadi del 1984 a Los Angeles, avvenuta nel 1996 per mano di John Eleuthère du Pont, ricco rampollo della famiglia Du Pont, amico ed allenatore del lottatore.
Il film è l'adattamento cinematografico dell'autobiografia Foxcatcher. Una storia vera di sport, sangue e follia (Foxcatcher: The True Story of My Brother's Murder, John du Pont's Madness, and the Quest for Olympic Gold), scritta nel 2014 da Mark Schultz, fratello di David, anch'egli campione olimpico nel 1984. L'autobiografia è stata scritta insieme alla sceneggiatura, e in Italia è stata pubblicata da Sperling & Kupfer il 20 gennaio 2015.
La pellicola ha partecipato in concorso alla 67ª edizione del Festival di Cannes, aggiudicandosi il Prix de la mise en scène. Ha ricevuto anche cinque nomination ai Premi Oscar 2015, tra cui le principali per miglior regia, miglior attore protagonista e miglior sceneggiatura originale.

## Trama
Mark e Dave Schultz sono fratelli e campioni olimpici di lotta libera. Nonostante siano molto uniti, Mark si sente spesso oscurato dalla fama del fratello. Un giorno Mark viene contattato dal milionario John E. du Pont, erede della famiglia du Pont, che gli propone di unirsi al Team Foxcatcher, da lui stesso istituito e allenato per i Campionati del Mondo. Mark accetta. Du Pont tenta di coinvolgere anche Dave, che però declina in quanto non vuole obbligare la famiglia a un trasloco in Pennsylvania.
Grazie all'aiuto finanziario di du Pont e agli allenamenti con gli altri membri del Team, Mark riesce a vincere l'oro ai Campionati del Mondo del 1987. Si avvicina quindi sempre più emotivamente a du Pont e l'uomo gli rivelerà il complicato rapporto che ha con la madre, Jean du Pont, anche per il fatto che lei considera la lotta come uno sport di basso livello. Lentamente, du Pont inizia il ragazzo all'utilizzo di cocaina e alla vita agiata. Accortosi della deriva a cui sta andando incontro, Mark reagisce e torna ad allenarsi seriamente.
Un giorno Mark e gli altri lottatori decidono di saltare gli allenamenti per guardare un match di arti marziali miste in TV. Questo scatena l'ira di du Pont nei confronti di Mark. Il magnate decide quindi di convincere, a tutti i costi, il fratello Dave Schultz a trasferirsi in Pennsylvania. Dave questa volta accetta e si trasferisce quindi con la famiglia presso il Team Foxcatcher. Mark, intanto, moralmente ferito da du Pont, perde la stima in se stesso e si isola dagli altri lottatori, finendo con l'allenarsi da solo.
Alle fasi eliminatorie delle Olimpiadi del 1988, Mark perde il primo match. Solo grazie all'aiuto del fratello riesce a risollevarsi e a vincere gli incontri successivi, qualificandosi per le Olimpiadi di Seul. Dave si accorge dell'assenza di du Pont ai match: gli viene detto che è ritornato a casa a seguito della morte della madre. Successivamente Mark perderà l'incontro alle Olimpiadi di Seul e, come aveva anticipato al fratello, decide di lasciare il Team Foxcatcher mentre Dave decide di rimanere per allenare gli altri lottatori.
Mesi dopo du Pont, guardando in TV un documentario celebrativo sulle gesta del Team Foxcatcher, nota l'assenza di una scena, girata su sua richiesta, in cui a Dave era stato chiesto di definire il signor du Pont come "un mentore" oltre che come un buon allenatore, richiesta a cui suo malgrado Dave acconsentì. Questo scatena la follia di du Pont. Egli si reca alla dépendance in cui vive Dave con la famiglia e, quando lo trova in giardino, gli spara, urlando "Che problema hai con me?". Nancy, la moglie di Dave, accorre e lui muore fra le sue braccia. Du Pont viene in seguito arrestato e i titoli di coda indicano che morirà in carcere nel 2010, mentre Mark Schultz, ritiratosi dopo le Olimpiadi del 1988, vive ora in Oregon, dove organizza stage di lotta.

## Produzione
Le riprese del film sono iniziate il 15 ottobre 2012 e si sono svolte interamente nello Stato della Pennsylvania, tra le città di Sewickley Heights, Edgeworth, Pittsburgh, McKeesport e Monroeville. Le riprese sono terminate nel mese di gennaio 2013.

### Cast
Per il ruolo di John du Pont, la prima scelta della produzione fu l'attore Gary Oldman, ma il ruolo andò poi a Steve Carell.

## Distribuzione
Il primo trailer viene diffuso online il 26 settembre 2013.
Il film è stato presentato in anteprima mondiale il 7 novembre 2013 all'AFI Fest. La pellicola, che doveva essere inizialmente distribuita il 20 dicembre 2013 negli Stati Uniti d'America, viene rimandata al 14 novembre 2014 dalla Sony Pictures Classics con la motivazione di avere più tempo per lavorare al film. In Italia è stato distribuito il 12 marzo 2015 dalla BiM Distribuzione.

### Divieto
Il film, negli Stati Uniti, è stato giudicato con un Rated NC-17, ovvero vietato ai minori di 17 anni non accompagnati da un maggiorenne, per la presenza di scene molto crude e per l'uso di droghe.

## Riconoscimenti
- 2015 - Premio Oscar
  - Nomination Miglior regista a Bennett Miller
  - Nomination Miglior attore protagonista a Steve Carell
  - Nomination Miglior attore non protagonista a Mark Ruffalo
  - Nomination Migliore sceneggiatura originale a Dan Futterman e E. Max Frye
  - Nomination Miglior trucco e acconciatura a Bill Corso e Dennis Liddiard
- 2015 - Golden Globe
  - Nomination Miglior film drammatico
  - Nomination Miglior attore in un film drammatico a Steve Carell
  - Nomination Miglior attore non protagonista a Mark Ruffalo
- 2014 - Festival di Cannes
  - Miglior regista a Bennett Miller
  - Nomination Palma d'oro
- 2015 - British Academy Film Awards
  - Nomination Miglior attore non protagonista a Mark Ruffalo
  - Nomination Miglior attore non protagonista a Steve Carell
- 2015 - Producers Guild of America
  - Nomination Miglior film
- 2015 - Screen Actors Guild Award
  - Nomination Miglior attore protagonista a Steve Carell
  - Nomination Miglior attore non protagonista in un film a Mark Ruffalo
- 2014 - AFI Awards
  - Migliori film dell'anno
- 2015 - Independent Spirit Awards
  - Premio Speciale Distinction Awards
- 2015 - Satellite Award
  - Nomination Miglior attore a Steve Carell
  - Nomination Miglior attore non protagonista a Mark Ruffalo
- 2015 - Writers Guild of America Award
  - Nomination Miglior sceneggiatura originale
- 2014 - Critics' Choice Movie Award
  - Nomination Miglior attore non protagonista a Mark Ruffalo
  - Nomination Miglior trucco
- 2014 - St. Louis Film Critics Association Awards
  - Nomination Miglior attore non protagonista a Mark Ruffalo
- 2014 - Hollywood Film Awards
  - Miglior cast a Steve Carell, Mark Ruffalo e Channing Tatum
- 2014 - International Cinephile Society Awards
  - Miglior attore a Channing Tatum
- 2015 - MTV Movie Awards[9][10]
  - Nomination Migliore performance maschile a Channing Tatum
  - Nomination Miglior performance senza maglietta a Channing Tatum
  - Nomination Miglior trasformazione su schermo a Steve Carell